# Entropía de von Neumann

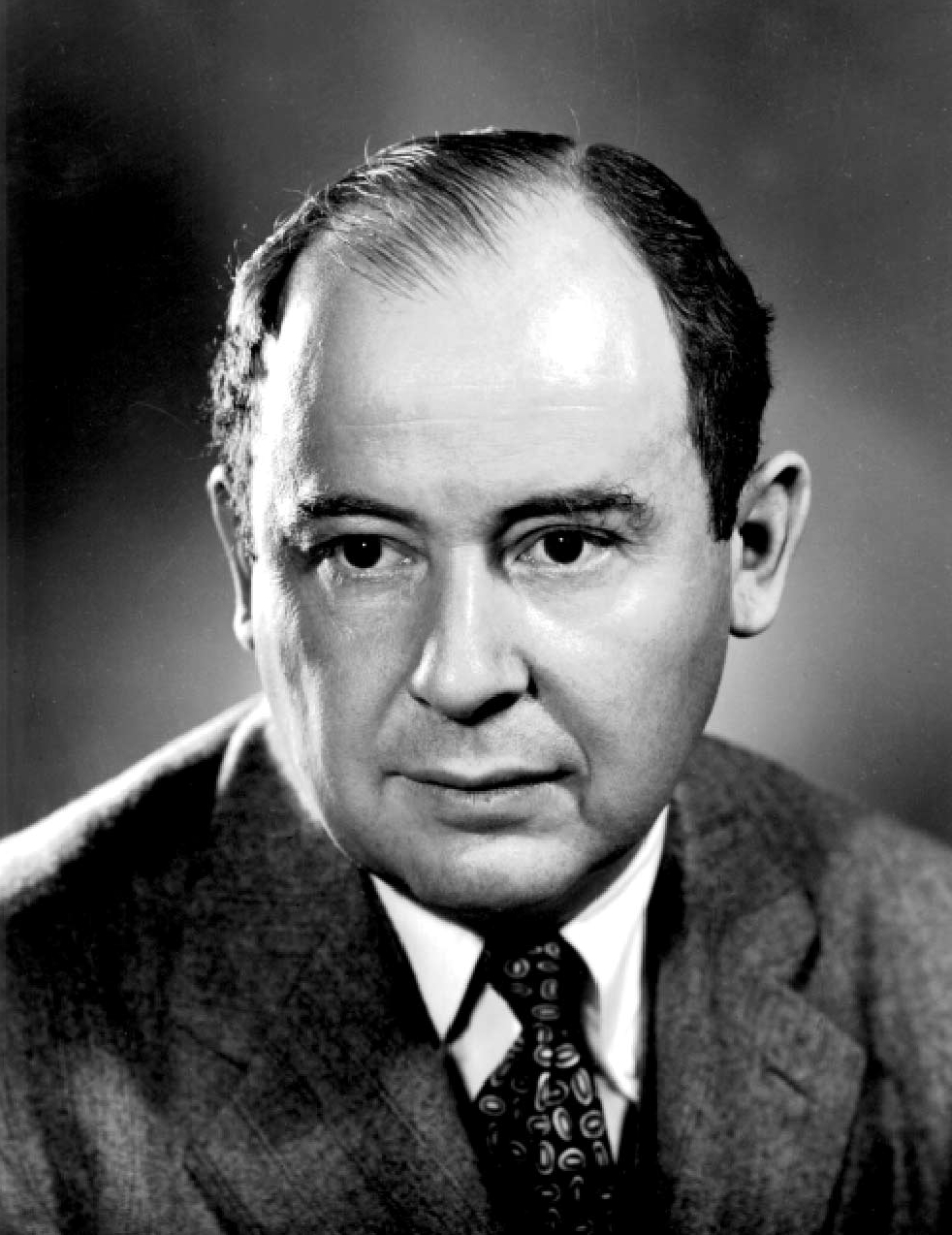
John von Neumann.

En mecánica estadística cuántica, la entropía de von Neumann es la extensión del concepto de entropía de Gibbs clásica al campo de mecánica cuántica. Recibe su nombre de John von Neumann. Para un sistema cuántico descrito por una matriz densidad {\displaystyle \rho }, la entropía de von Neumann
{\displaystyle S=-\mathrm {tr} (\rho \ln \rho ),}
donde {\displaystyle \mathrm {tr} } denota la traza y {\displaystyle \mathrm {ln} } denota el logaritmo natural de matrices. Si {\displaystyle \rho } está escrito en términos de sus autovectores {\displaystyle |1\rangle }, {\displaystyle |2\rangle }, {\displaystyle |3\rangle },... como
{\displaystyle \rho =\sum _{j}\eta _{j}\left|j\right\rangle \left\langle j\right|~,}
entonces la entropía de von Neumann es simplemente
{\displaystyle S=-\sum _{j}\eta _{j}\ln \eta _{j}.}
En esta forma, {\displaystyle S(\rho )} se puede entender como la entropía de Shannon de la distribución de probabilidad {\displaystyle \eta _{j}}.

## Motivación
John von Neumann estableció un marco matemático riguroso para la mecánica cuántica en su trabajo de 1932 trabajo Las fundamentaciones matemáticas de la mecánica cuántica En él, propone una teoría de la medición, donde la idea habitual del colapso de la función de onda se describe como un proceso irreversible (las mediciones proyectivas o de von Neumann).
La matriz densidad fue introducida, con motivaciones diferentes, por von Neumann y por Lev Landáu. La motivación que inspiró a Landau era la imposibilidad de describir un subsistema de un sistema cuántico compuesto mediante un vector de estado. Por otro lado, von Neumann introdujo la matriz densidad para desarrollar la mecánica estadística cuántica y la teoría de mediciones cuánticas.
El formalismo de la matriz densidad se desarrolló para extender las herramientas de mecánica estadística clásica al ámbito cuántico. En el marco clásico se calcula la función de partición del sistema para evaluar todas cantidades termodinámicas posibles. Von Neumann introdujo la matriz densidad en el contexto de estados y operadores en un espacio de Hilbert. El conocimiento de la matriz densidad serviría para poder calcular todos los valores esperados de una manera conceptualmente similar, pero matemáticamente diferente. Sea un conjunto de funciones de onda {\displaystyle |\psi \rangle } que dependen paramétricamente de un conjunto de números cuánticos {\displaystyle n_{1},n_{2},\ldots ,n_{N}}. La variable natural es la amplitud con la que una función de ondas particular del conjunto participa en la función de ondas del sistema. Denotando el cuadrado de esta amplitud por {\displaystyle p(n_{1},n_{2},\ldots ,n_{N})}, el objetivo es convertir esta cantidad p a la función de densidad clásica en el espacio de fases clásico. Hay que verificar que p tienda a la función de densidad en el límite clásico, y que tenga propiedades ergódicas. Trase comprobar que {\displaystyle p(n_{1},n_{2},\ldots ,n_{N})} es una constante del movimiento, suponer la ergodicidad hace que p dependa solo de la energía.
Después de este procedimiento, finalmente se llega al formalismo de la matriz densidad al buscar una forma en la que {\displaystyle p(n_{1},n_{2},\ldots ,n_{N})} sea invariante con respecto a la representación utilizada. En la forma en la que está escrita, solo se obtienen los valores esperados correctos para cantidades que sean diagonales con respecto a los números cuánticos {\displaystyle n_{1},n_{2},\ldots ,n_{N}}.
Los valores esperados de operadores que no sean diagonales involucran las fases de las amplitudes cuánticas. Si codificamos los números cuánticos {\displaystyle n_{1},n_{2},\ldots ,n_{N}} en un único índice {\displaystyle i}, la función de onda tiene la forma
{\displaystyle \left|\Psi \right\rangle \,=\,\sum _{i}a_{i}\,\left|\psi _{i}\right\rangle .}
El valor esperado de un operador {\displaystyle B} que no es diagonal en estas funciones de onda es
{\displaystyle \left\langle B\right\rangle \,=\,\sum _{i,j}a_{i}^{*}a_{j}\,\left\langle i\right|B\left|j\right\rangle .}
El papel que antes tenían las cantidades {\displaystyle \left|a_{i}\right|^{2}} ahora le corresponde a la matriz densidad
{\displaystyle \left\langle j\right|\,\rho \,\left|i\right\rangle \,=\,a_{j}\,a_{i}^{*}.}
Por tanto, {\displaystyle \langle B\rangle } queda como
{\displaystyle \left\langle B\right\rangle \,=\,\mathrm {tr} (\rho \,B)~.}
La invariancia de esta fórmula está garantizada por el álgebra lineal. Se ha establecido una formulación matemática en la que los valores esperados se obtienen como la traza del operador de densidad {\displaystyle \rho } y un operador {\displaystyle B} (el producto escalar de Hilbert de dos operadores).
Matemáticamente, {\displaystyle \rho } es una matriz hermítica semidefinida positiva con traza unidad.

## Definición
Dada la matriz densidad {\displaystyle \rho }, von Neumann definió la entropía como
{\displaystyle S(\rho )\,=\,-\mathrm {tr} (\rho \,{\rm {\ln }}\rho ),}
que es una extensión apropiada de la entropía de Gibbs (salvo un factor {\displaystyle k_{B}}) y la entropía de Shannon al caso cuántico. Para calcular {\displaystyle S(\rho )} es conveniente calcular su diagonalización {\displaystyle ~\rho =\sum _{j}\eta _{j}\left|j\right\rangle \left\langle j\right|}. En este caso, la entropía de von Neumann está dada por
{\displaystyle S(\rho )\,=\,-\sum _{j}\eta _{j}\ln \eta _{j}~.}
Como para un estado puro, la matriz densidad es idempotente, {\displaystyle \rho ^{2}=\rho } , la entropía {\displaystyle S(\rho )} se anula. Así, si el sistema es de dimensión finita, la entropía {\displaystyle S(\rho )} cuantifica la diferencia del sistema con respecto de un estado puro. En otras palabras, codifica el grado de mezcla de los estados puros que describen un sistema finito dado. La medición crea decoherencia en un sistema cuántico y lo "hace más clásico"; así, por ejemplo, la entropía nula de un estado puro {\displaystyle \Psi =(\left|0\right\rangle +\left|1\right\rangle )/{\sqrt {2}}}, al que corresponde una matriz densidad
{\displaystyle \rho ={1 \over 2}{\begin{pmatrix}1&1\\1&1\end{pmatrix}}}
aumenta hasta {\displaystyle S=\ln 2=0.69} para la mezcla resultante de la medida
{\displaystyle \rho ={1 \over 2}{\begin{pmatrix}1&0\\0&1\end{pmatrix}}}
ya que la información sobre interferencia cuántica se borra en el proceso de medición.

## Propiedades
Algunas propiedades de la entropía de von Neumann:
- {\displaystyle S(\rho )} es cero si y solo si {\displaystyle \rho } representa un estado puro.
- {\displaystyle S(\rho )} es máxima e igual a {\displaystyle \ln N} para un estado máximamente mezclado, siendo {\displaystyle N} la dimensión del espacio de Hilbert.
- {\displaystyle S(\rho )} es invariante bajo cambios en la base de {\displaystyle \rho }, esto es, {\displaystyle S(\rho )=S(U\rho U^{\dagger })}, con {\displaystyle U} una transformación unitaria.
- {\displaystyle S(\rho )} es cóncava, es decir, dado una colección de números positivos {\displaystyle \lambda _{i}} que suman a la unidad ({\displaystyle \Sigma _{i}\lambda _{i}=1}) y operadores densidad {\displaystyle \rho _{i}}, tenemos{\displaystyle S{\bigg (}\sum _{i=1}^{k}\lambda _{i}\,\rho _{i}{\bigg )}\,\geq \,\sum _{i=1}^{k}\lambda _{i}\,S(\rho _{i}).}
- {\displaystyle S(\rho )} es aditiva para sistemas independientes. Dadas dos matrices de densidad {\displaystyle \rho _{A}}, {\displaystyle \rho _{B}} que describen sistemas independientes A y B, tenemos{\displaystyle S(\rho _{A}\otimes \rho _{B})=S(\rho _{A})+S(\rho _{B})}.

- {\displaystyle S(\rho )} es fuertemente subaditiva para cualquier conjunto de tres sistemas A, B, y C:
{\displaystyle S(\rho _{ABC})+S(\rho _{B})\leq S(\rho _{AB})+S(\rho _{BC}).}
Esto automáticamente significa que {\displaystyle S(\rho )} es subaditiva:
{\displaystyle S(\rho _{AC})\leq S(\rho _{A})+S(\rho _{C}).}

### Subaditividad
Si ρA, ρB son las matrices de densidad reducidas del estado ρAB, entonces
{\displaystyle \left|S(\rho _{A})\,-\,S(\rho _{B})\right|\,\leq \,S(\rho _{AB})\,\leq \,S(\rho _{A})\,+\,S(\rho _{B})~.}
La desigualdad de la derecha recibe el nombre de subadividad, y las dos desigualdades juntas se conocen como la desigualdad triangular. Fueron probadas en 1970 por Huzihiro Araki y Elliott H. Lieb. Mientras en la teoría de Shannon la entropía de un sistema compuesto nunca puede ser menor que la entropía de cualquiera de sus partes, en la teoría cuántica este no es el caso, es decir, es posible que {\displaystyle S(\rho _{AB})=0}, mientras que {\displaystyle S(\rho _{A})=S(\rho _{B})=0}.
Intuitivamente, esto se puede entender así: En mecánica cuántica, la entropía del sistema conjunto puede ser menor que la suma de la entropía de sus componentes porque los componentes pueden estar entrelazados. Por ejemplo, el estado de Bell de dos qubits,
{\displaystyle \left|\psi \right\rangle =\left|\uparrow \downarrow \right\rangle +\left|\downarrow \uparrow \right\rangle ,}
es un estado puro con cero entropía, pero cada espín tiene la entropía máxima cuándo se considera individualmente su matriz de densidad reducida. La entropía en un espín puede ser "cancelada" por estar correlacionada con la entropía del otro. La desigualdad izquierda puede interpretarse aproximadamente como que la entropía solo puede ser cancelada por una cantidad igual de entropía.
Si los sistema A y B tiene cantidades diferentes de entropía, la menor solo se puede compensar parcialmente con la mayor, y queda alguna entropía residual. Así mismo, la desigualdad de la derecha puede ser interpretada como que la entropía de un sistema compuesto es máxima cuando sus componentes no están correlacionados, y en este caso la entropía total es la suma de las entropías de los componentes.

## Usos
La entropía de von Neumann se usa extensamente en formas diferentes (entropías condicionales, entropías relativas, etc.) en el marco de la teoría de información cuántica. Las medidas de entrelazamiento están basadas a alguna cantidad directamente relacionada con la entropía de von Neumann.